# Raión de Hayigabul
Hayigabul (en azerí: Hacıqabul) es uno de los cincuenta y nueve rayones en los que subdivide políticamente la República de Azerbaiyán. La capital es la ciudad de Hayigabul.

## Territorio y Población
Comprende una superficie de 1641,40 kilómetros cuadrados, con una población de 59 000 personas y una densidad poblacional de 35,9 habitantes por kilómetro cuadrado.

## Economía
Un papel importante en la economía es la extracción de petróleo, en particular en la zona del noroeste hasta el sureste a través de las zonas de las cordilleras Şahdağ y Mişovdağ. El resto de la actividad es preponderantemente agrícola. Se opera principalmente la ganadería (ganado vacuno y ovino), así como a lo largo del Kura y el Pirsaat tiene lugar el cultivo de cereales y verduras. Hay tres empresas agrícolas y otras 47 fincas.